# Becky Kim
Becky Kim –conocida como Rebekah Kim– (Redwood City, 28 de febrero de 1985) es una deportista estadounidense que compitió en natación sincronizada. Ganó una medalla de bronce en el Campeonato Mundial de Natación de 2007, en la prueba combinación libre.

## Palmarés internacional
| Campeonato Mundial | Campeonato Mundial    | Campeonato Mundial | Campeonato Mundial |
| Año                | Lugar                 | Medalla            | Prueba             |
| ------------------ | --------------------- | ------------------ | ------------------ |
| 2007               | Melbourne (Australia) | Medalla de bronce  | Combinación libre  |